# ألبرت برودبنت
ألبرت برودبنت (بالإنجليزية: Albert Broadbent)‏ هو لاعب كرة قدم بريطاني، ولد في 20 أغسطس 1934 في Dudley ‏ في المملكة المتحدة، وتوفي في 23 أكتوبر 2006 في شفيلد في المملكة المتحدة. لعب مع شيفيلد وينزداي ولينكولن سيتي أف سي ونادي برادفورد بارك أفنيو ونادي دونكاستر روفرز ونادي روذرهام يونايتد ونادي سكاربورو ونادي هارتلبول يونايتد ونوتس كاونتي.